# أدولف برون
أدولف برون (بالإنجليزية: Adolf Brune)‏ هو ملحن أمريكي، ولد في 1870، وتوفي في 1935.

## وصلات خارجية
- أدولف برون على موقع ميوزك برينز (الإنجليزية)